# Karel Otčenášek
Karel Otčenášek (13. dubna 1920 České Meziříčí – 23. května 2011 Hradec Králové) byl 23. biskup královéhradecký (1990–1998), osobní arcibiskup (od roku 1998) a duchovní převor českého velkopřevorství Vojenského a špitálního řádu svatého Lazara Jeruzalémského. Od března 2005 byl prvním služebně nejstarším biskupem na světě, o severokorejském Francisi Hong Yong-ho, narozeném v roce 1906, od roku 1962 nejsou žádné zprávy.

## Život
Karel Otčenášek se narodil 13. dubna 1920 v Českém Meziříčí do věřící rodiny Františka a Žofie Otčenáškových jako nejstarší bratr tří dívek (Marie, Anna, Eva). Jeho otec byl kolářem, matka v domácnosti. V rodné obci vychodil obecnou školu a jeden rok měšťanské školy. V roce 1931 odešel do Prahy, kde studoval na jesuitském církevním gymnáziu v Praze-Bubenči díky pomoci od tehdejšího děkana v Českém Meziříčí. Studium zakončil po osmi letech maturitou s vyznamenáním v roce 1939. Téhož roku začal studium bohosloví v královéhradeckém diecésním semináři, ale již po měsíčním studiu odešel na popud biskupa Mořice Píchy do římského Nepomucena, kde absolvoval Lateránskou univerzitu a dosáhl licenciátu teologie (ThLic.). Tato šestiletá studia probíhala během druhé světové války, Otčenášek se stal příslušníkem zahraniční československé armády, ale do služby již z důvodu blížícího se konce války nenastoupil. V Římě byl 17. března 1945 vysvěcen na kněze a do vlasti se navrátil v září téhož roku. Stal se kaplanem v Týnci nad Labem (přibližně září 1945–únor 1948), poté působil do jara 1949 v Horní Rovni u Pardubic a  od jara 1949 nastoupil jako administrátor v Žamberku po zatčení tamějšího děkana Josefa Jakubce.
Od října 1949 do června roku 1950 zastával funkci vicerektora diecézního semináře v Hradci Králové. Po zrušení semináře působil do jara r. 1951 jako administrátor velké vrchlabské farnosti. V neděli 30. dubna 1950 byl bez tehdy nutného státního souhlasu, ale se souhlasem tehdejšího papeže Pia XII. vysvěcen v kapli sv. Karla Boromejského královéhradecké biskupské residence Dr. Mořicem Píchou na biskupa. Obřadu asistovali profesoři hradeckého semináře Dr. Hájek a Dr. Gregor, dále byli přítomni ještě ThDr. František Novák, ThLic. Rudolf Rykýř a vikarista konzistoře P. Stanislav Zeman. V době svého svěcení neměl ještě ani dodnes běžně požadovaný věk 30 let, ani potřebných 5 let pastorační činnosti. Státní aparát toto nepovolené svěcení později zhodnotil jako protistátní činnost a velezradu.
Od jara 1951 byl po 2 a 1/2 roku násilně držen v internačním táboře pro kněze a řeholníky v Želivě. Tam byl spolu s biskupem Tomáškem a spirituálem olomouckého semináře Šuránkem držen odděleně od ostatních spoluvězňů, kněží a řeholníků. V listopadu 1953 byl převezen do vyšetřovací vazby v Pardubicích.
V letech 1951–1962 byl komunistickým režimem ČSSR vězněn pro vlastizradu (Pardubice, Hradec Králové, Mírov, Leopoldov, Kartouzy...). Po propuštění nejdříve pracoval v různých manuálních zaměstnáních (od roku 1962 do roku 1965 byl dělníkem v mlékárně v Opočně), a tajně působil jako kněz, posléze začal působit jako kněz oficiálně (1965–1968 duchovní správa v Trmicích, 1968–1973 duchovní správa v Hradci Králové – Plotiště nad Labem, 1973–1990 opět Trmice). V červenci 1968 byl soudně rehabilitován a rozsudek z padesátých let zrušen jako nezákonný.
Teprve po roce 1989 se mohl ujmout biskupského úřadu, pro nějž byl určen již před 40 lety. Dne 27. ledna 1990 byl oficiálně uveden do úřadu 23. sídelního biskupa královéhradecké diecéze a sídelním biskupem byl do 26. září 1998, kdy byl vystřídán biskupem Dominikem Dukou. V rámci Československé biskupské konference se stal předsedou pro duchovenstvo a předsedou komise Justicia et Pax České biskupské konference. Pro jeho zásluhy mu byl papežem Janem Pavlem II., jehož byl osobním přítelem, v roce 1998 udělen osobní titul arcibiskupa.
V roce 1995 obdržel Řád TGM I. třídy. Věnoval se odškodnění politických vězňů a sepsání jejich životů. Byl patronem IKUE (Mezinárodní sdružení katolických esperantistů) a duchovním převorem Českého velkopřevorství Řádu svatého Lazara.
Roku 1998 byl přijat do Vojenského a špitálního řádu sv. Lazara Jeruzalémského a jmenován duchovním převorem jeho českého velkopřevorství. V této funkci působil do roku 2004 a navázal tak na svého předchůdce Mořice Píchu, který byl duchovním převorem řádu do roku 1956. Byl nositelem církevního velkokříže tohoto řádu.
Zemřel zaopatřen svátostmi, 23. května 2011 v 21.45 h v biskupské rezidenci v Hradci Králové.. Pohřben je v kryptě katedrály svatého Ducha v Hradci Králové.

## Biskupská genealogie
Následující tabulka obsahuje genealogický strom, který ukazuje vztah mezi svěcencem a světitelem – pro každého biskupa na seznamu je předchůdcem jeho světitel, zatímco následovníkem je biskup, kterého vysvětil. Rekonstrukcím a vyhledáním původu v rodové linii ze zabývá historiografická disciplína biskupská genealogie.
1. kardinál Scipione Rebiba
2. kardinál Giulio Antonio Santorio
3. kardinál Girolamo Bernerio, OP
4. arcibiskup Galeazzo Sanvitale
5. kardinál Ludovico Ludovisi
6. kardinál Luigi Caetani
7. kardinál Ulderico Carpegna
8. kardinál Paluzzo Paluzzi Altieri Degli Albertoni
9. papež Benedikt XIII.
10. papež Benedikt XIV.
11. arcibiskup Enrico Enríquez
12. arcibiskup Manuel Quintano Bonifaz
13. kardinál Buenaventura Córdoba Espinosa de la Cerda
14. kardinál Giuseppe Maria Doria Pamphilj
15. papež Pius VIII.
16. papež Pius IX.
17. kardinál Gustav Adolf von Hohenlohe-Schillingsfürst
18. arcibiskup Salvatore Magnasco
19. arcibiskup Gaetano Alimonda
20. arcibiskup Teodoro Valfrè di Bonzo
21. arcibiskup František Kordač
22. arcibiskup Karel Kašpar
23. biskup Mořic Pícha
24. Karel Otčenášek

## Galerie

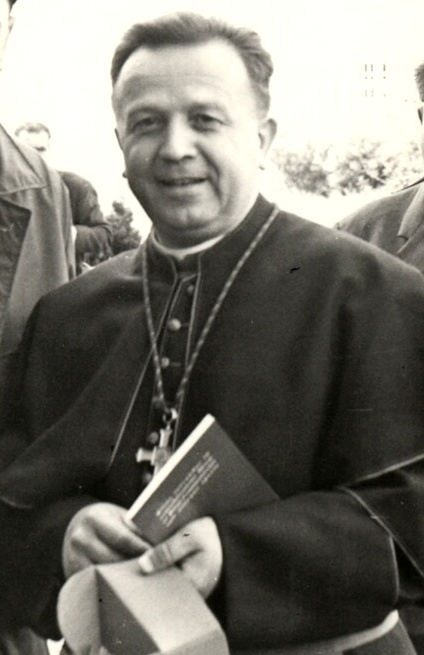
Karel Otčenášek na Velehradě, srpen 1970
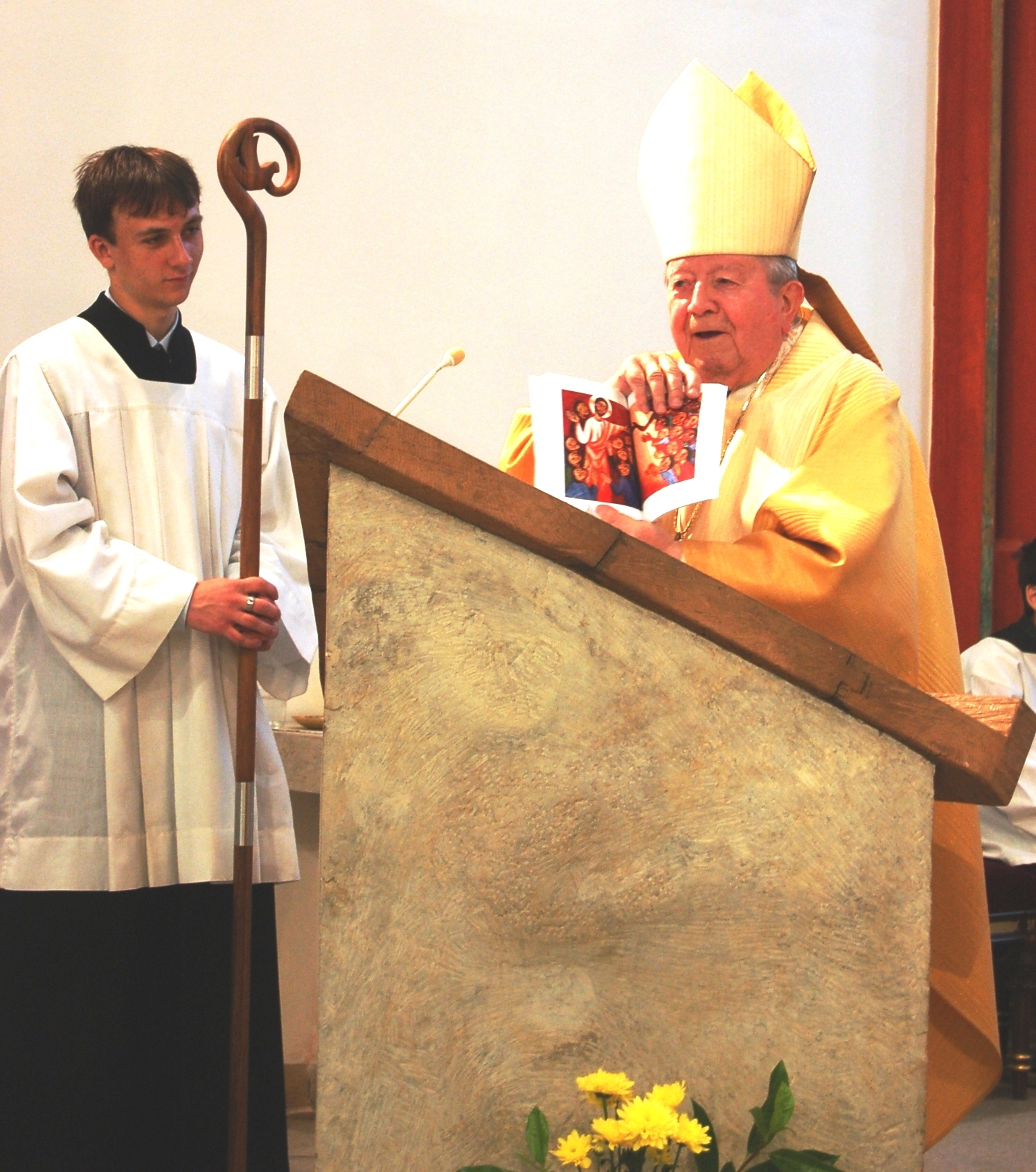
Karel Otčenášek v roce 2008
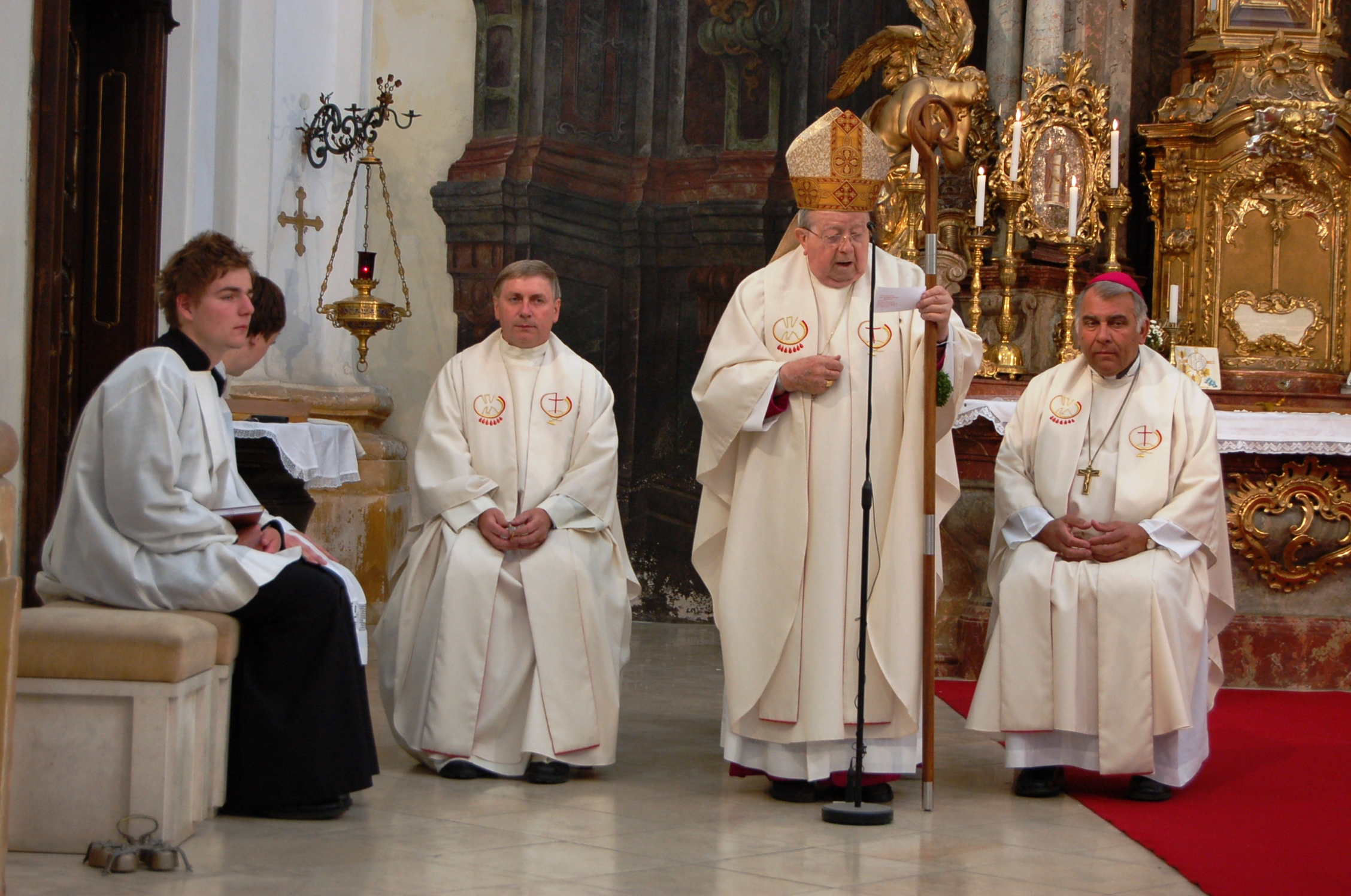
Karel Otčenášek v roce 2009
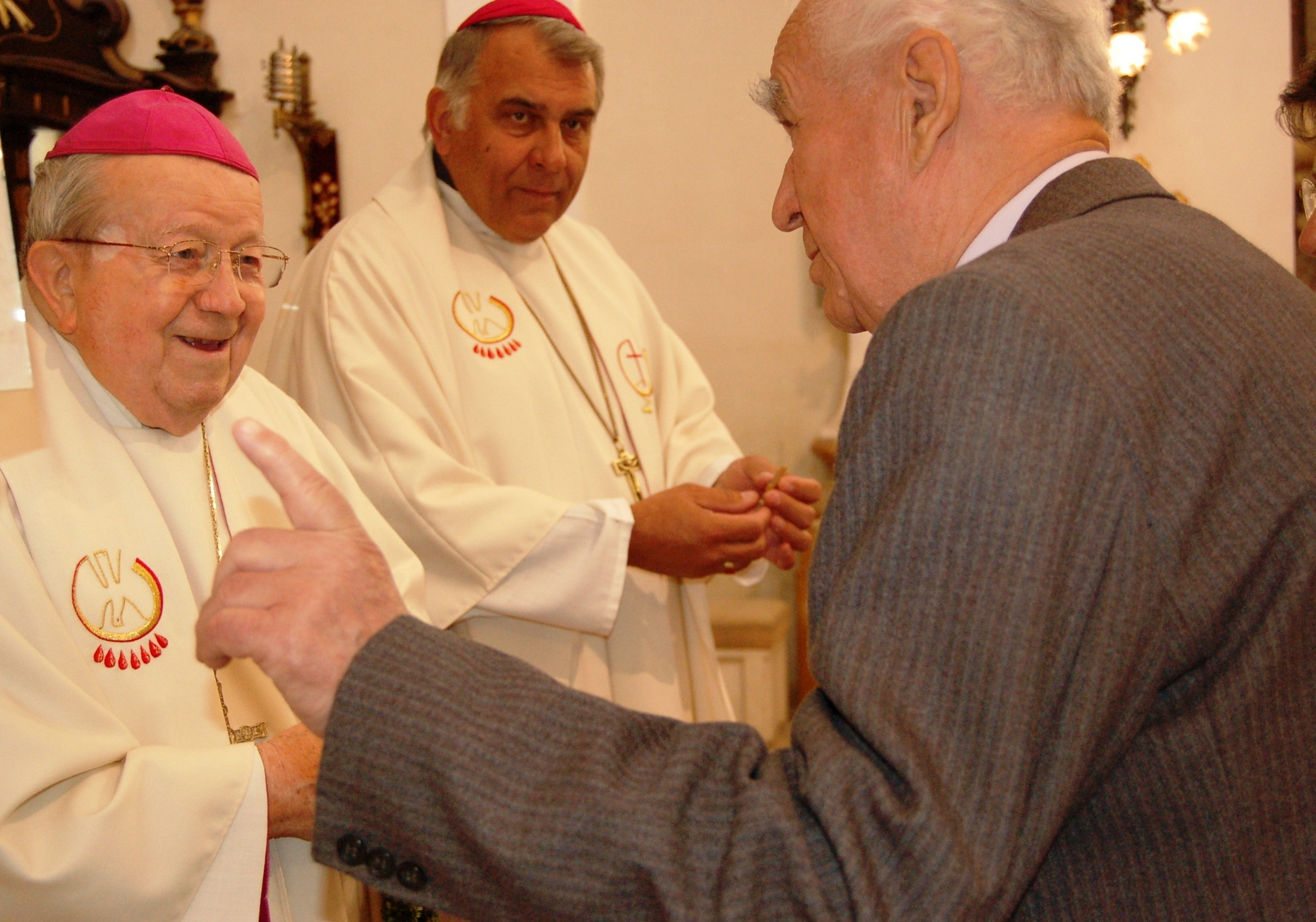
Karel Otčenášek v roce 2009
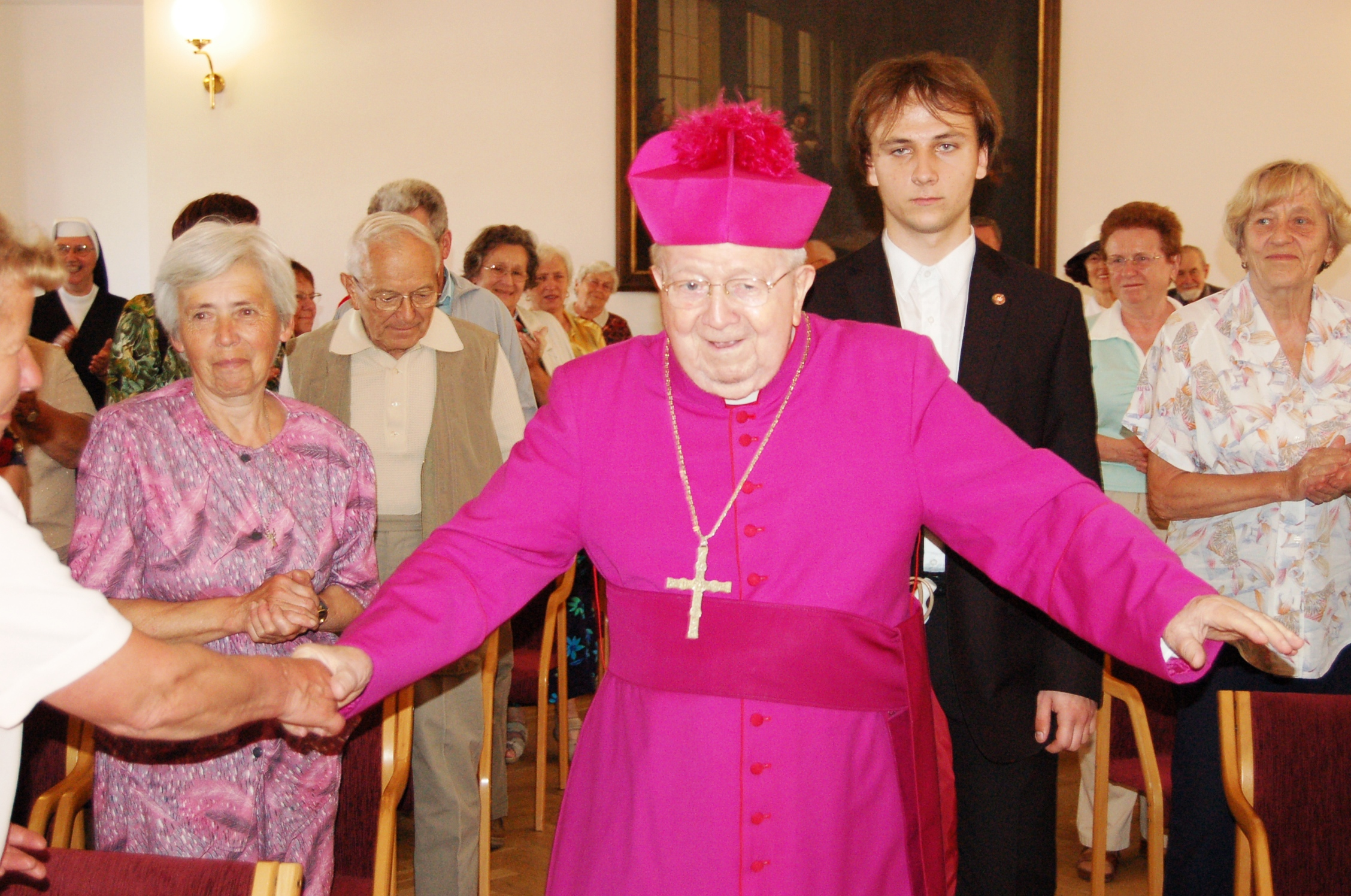
Karel Otčenášek na jaře 2010
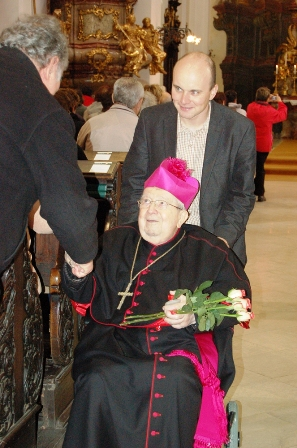
Karel Otčenášek na podzim 2010
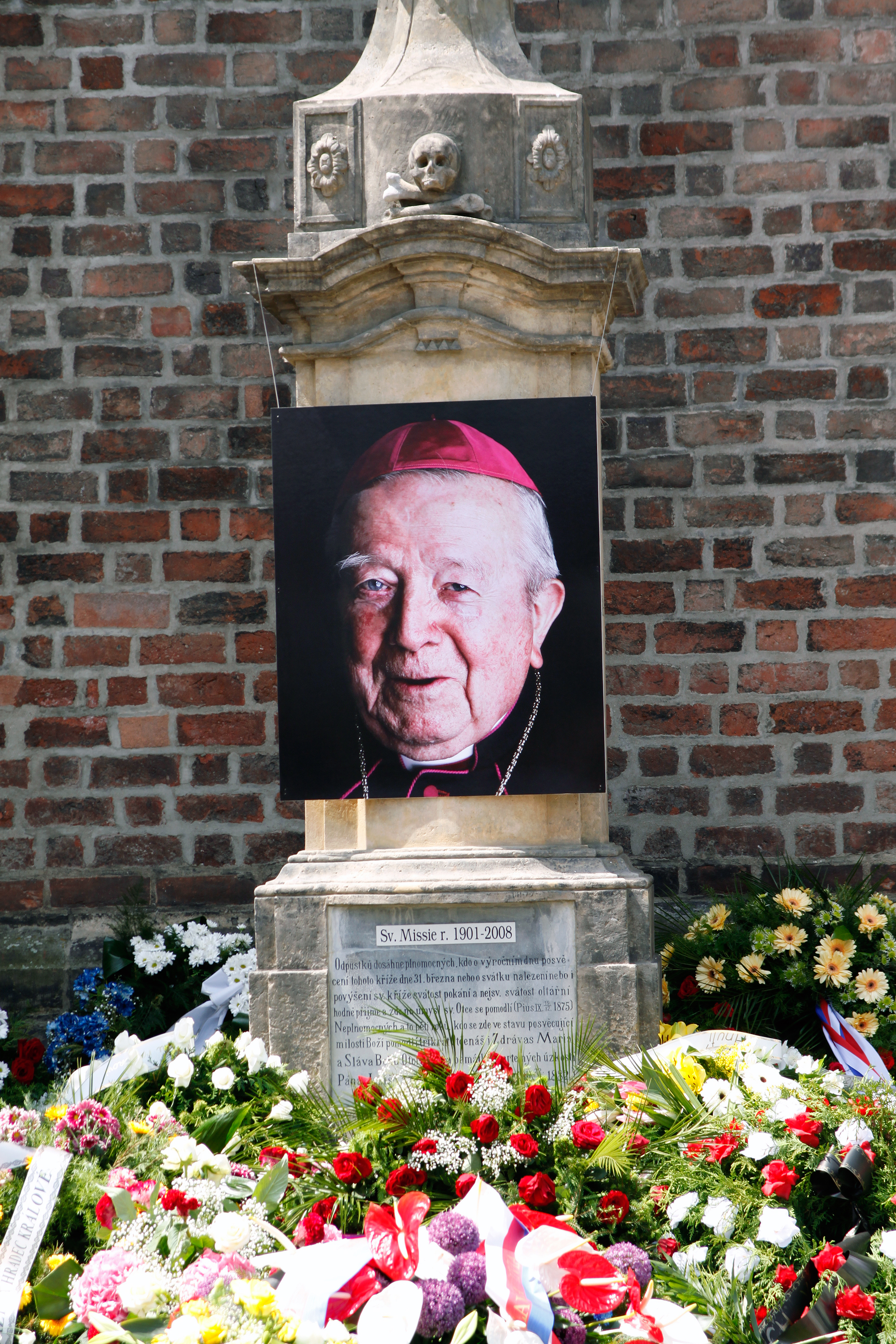
Karel Otčenášek – z pohřbu v roce 2011